# Fratelli tutti
Fratelli tutti (Tots germans), subtitulada «Sobre la fraternitat i l'amistat social», és el títol de la tercera encíclica del Papa Francesc que va ser signada el 3 d'octubre de 2020, en la vigília de la memòria de Sant Francesc d'Assís, a la ciutat d'Assís, Itàlia.
En el document, Francesc afirma que la pandèmia de COVID-19 ha demostrat el fracàs del món per treballar junts durant aquesta crisi. L'encíclica demana més fraternitat i solidaritat humana i rebutja les guerres. Es dedica a definir i exaltar la fraternitat com a valor i element ordenador de les societats, les nacions i la convivència mundial. També realitza una crítica als règims polítics liberals i als populismes.
El seu títol s'inspira en un escrit de Sant Francesc d'Assís: «Mirem amb atenció, germans tots, al Bon Pastor que per salvar les seves ovelles va sostenir la passió de la Creu» (Admonicions, 6, 1: FF 155).

## Antecedents
Fratelli tutti és la tercera encíclica del Papa Francesc, després de Lumen fidei i Laudato si'. El document es va anunciar oficialment per primera vegada el 5 de setembre de 2020.
El títol de l'encíclica està pres de les admonicions de Francesc d'Assís. El Papa Francesc havia al·ludit a la mateixa cita el 14 de maig de 2020, quan va celebrar la missa a la Domus Sanctae Marthae de la Ciutat de Vaticà:
| « | Tots som germans i germanes. Sant Francesc d'Assís solia dir: «Tots germans i germanes». I així, homes i dones de totes les confessions religioses s'uneixen avui en oració i penitència per demanar la gràcia de la curació d'aquesta pandèmia. | » |

## Estructura
El text de 287 paràgrafs es divideix en vuit capítols principals:
1. El primer capítol, «Ombres d’un món tancat», és una observació força ombrívola de la manca de fraternitat al món del 2020.
2. El segon capítol, «Un desconegut en el camí», presenta la figura del Bon samarità mentre insisteix en la noció de «proïsme».
3. El tercer capítol, «Pensar i gestionar un món obert», ofereix l'exemple d'un amor universal que permet l'aparició dels drets dels pobles.
4. El quart capítol, «Un cor obert al món», ens convida a dialogar entre allò local i l’universal, especialment en el context de les conseqüències de la pandèmia del 2020.
5. El cinquè capítol, «La millor política», critica els fracassos del populisme i del liberalisme, i convida a escollir un altre camí.
6. El sisè capítol, «Diàleg i amistat social», el Papa aborda un tema que li agrada, l'amistat social, i oposa la crueltat amb la trobada i la benevolència.
7. El setè capítol, «Camins per trobar-se mútuament», proposa camins per construir la pau, sobretot posicionant-se contra la guerra, les armes nuclears i la pena de mort.
8. El vuitè i últim capítol, «Les religions al servei de la fraternitat al món», es basa en particular en el document sobre la fraternitat humana, signat el 4 de febrer de 2019 amb Ahmed al-Tayeb, Gran Imam de la mesquita al-Azhar. Franesc insisteix sobretot en el paper positiu de les religions en l’adveniment de la fraternitat humana.

## Publicació

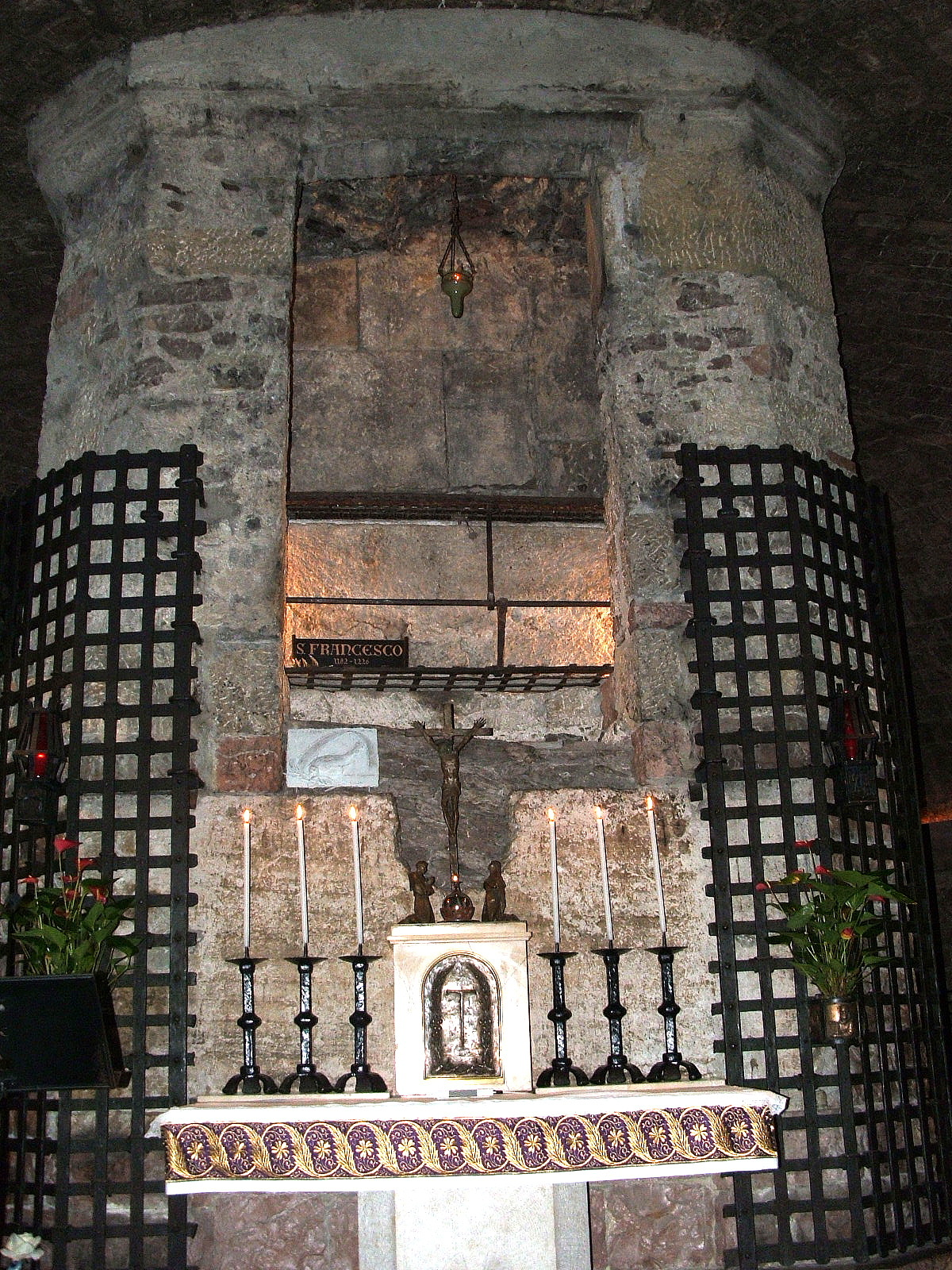
Tomba de Francesc d'Assís i el seu altar on es va signar l'encíclica

El Papa Francesc va signar l'encíclica el 3 d'octubre de 2020 a Assís, davant de la tomba de Francesc d'Assís, després que el Papa Francesc hagués celebrat una missa enfront d'aquesta tomba. Aquesta va ser la primera vegada que es va signar una encíclica papal fora de Roma. El viatge del Papa Francesc a Assís va ser el primer fora de Roma des del començament de la pandèmia de COVID-19, i la seva quarta visita a la ciutat com a Papa.
Es va signar després d'una cerimònia eucarística presidida pel Papa, encara condicionada per les restriccions per la pandèmia de Covid-19, d'acord amb la informació de la Prefectura de la Casa Pontifícia, segons la qual per desig de Francesc, la visita «es realitzarà de forma privada, sense cap participació dels fidels», a causa de la situació sanitària.
El text de l'encíclica va ser publicat pel Vaticà el 4 d'octubre de 2020, la festa de Francesc d'Assís. No obstant això, el dia anterior, el lloc web conservador espanyol InfoVaticana havia filtrat la versió original en castellà de l'encíclica. La publicació oficial de l'encíclica va ser precedida per una conferència de premsa el mateix dia.

## Inspiracions
El Papa Francesc diu en Fratelli tutti que aquesta encíclica està inspirada en la trobada de febrer de 2019 que va tenir amb el Gran Imam Ahmed al-Tayeb a Abu Dhabi durant el qual tots dos van signar el Document sobre la Fraternitat Humana. En l'encíclica, també afirma que s'ha inspirat en Francesc d'Assís, així com en nombrosos no-catòlics, entre d'altres, com Martin Luther King, Desmond Tutu i Mahatma Gandhi.
La noció de «proïsme» elaborada en l'encíclica s'inspira en part en la interpretació que en fa Paul Ricoeur, a qui el Papa cita dues vegades; el Papa també cita a un dels líders de pensament de Ricoeur, el filòsof existencialista cristià Gabriel Marcel. A més, el Papa, a la redacció de l'encíclica, va comptar amb l'assistència del Dicasteri per al Servei de Desenvolupament Humà Integral. Com a nota al marge, Famille Chrétienne creu que part de l'escriptura, o al menys de la inspiració del text, es deuria a Bruno-Casa Duffé, qui assisteix al cardenal Peter Turkson en la direcció d'aquest dicasteri.

## Contingut

### Visió de conjunt
L'encíclica demana més fraternitat i solidaritat humanes, i és una crida a rebutjar les guerres. El document se centra en els problemes socials i econòmics contemporanis, i proposa un món ideal de fraternitat en el qual tots els països poden formar part d'una «família humana més àmplia». Té aproximadament 43.000 paraules i 288 notes a peu de pàgina. La major part de l'encíclica conté el que el Papa ja ha dit, i pot considerar-se com una reordenació sistemàtica i completa de l'obra que Francesc ha produït durant el seu papat de 7 anys. «A l'incorporar aquests passats d'homilies, discursos i declaracions en una encíclica, un dels nivells més alts d'ensenyament a l'església, augmenta la seva autoritat».

### El racisme
L'encíclica critica el racisme dient: «El racisme és un virus que muta fàcilment i en lloc de desaparèixer es dissimula, però està sempre a l'aguait.»
També condemna als creients que mantenen «nacionalismes tancats i violents, actituds xenòfobes, menyspreus i fins i tot maltractaments cap als que són diferents».

### La immigració
| «                     | Si tota persona té una dignitat inalienable, si tot ésser humà és el meu germà o la meva germana, i si en realitat el món és de tots, no importa si algú ha nascut aquí o si viu fora dels límits del propi país. | » |
| — Fratelli tutti, 125 | |   |

Francesc dona suport a la causa de les immigrants, dient: «Llavors ningú pot quedar exclòs, no importa on hagi nascut, i menys a causa dels privilegis que altres posseeixen perquè van néixer en llocs amb més possibilitats. Els límits i les fronteres dels estats no poden impedir que això es compleixi.»
Francesc afegeix: «Cada país és així mateix de l'estranger, així que els béns d'un territori no han de ser negats a una persona necessitada que provingui d'un altre lloc.»
Diu que els migrants també haurien de beneficiar de l'amor, i cita la carta pastoral de la Conferència dels Bisbes Catòlics dels Estats Units de 2018 contra el racisme dient que hi ha drets que «precedeixen qualsevol societat perquè brollen de la dignitat atorgada a cada persona en pel que fa creada per Déu».
El Papa també demana que s'estableixi el concepte de «plena ciutadania» i el rebuig a l'ús discriminatori de l'expressió «minories». El Papa insisteix que altres que són diferents a nosaltres són un regal, i que el tot és més que el total de les seves parts individuals. A més, afirma que les altres cultures «no són enemigues de les que cal preservar».

### Les relacions interreligioses
L'encíclica està inspirada en la declaració d'Abu Dhabi. En l'encíclica, el Papa Francesc afirma la declaració d'Abu Dhabi «No es va tractar d'un mer acte diplomàtic sinó d'una reflexió feta en diàleg i d'un compromís conjunt». Fratelli tutti diu que «els creients de les diferents religions sabem que fer present Déu és un bé per a les nostres societats» i que «els cristians demanem que, en els països on som minoria, se'ns garanteixi la llibertat, així com nosaltres l'afavorim per als que no són cristians allà on ells són minoria».
El Papa considera el diàleg interreligiós com una forma de portar «amistat, pau, harmonia» i afegint que sense «una apertura al Pare de tots» no es pot assolir la fraternitat. Francesc afegeix que el fonament del totalitarisme modern és la «negació de la dignitat transcendent de la persona humana i afirma que la violència no troba fonament en les conviccions religioses fonamentals sinó en les seves deformacions». No obstant això, el diàleg de qualsevol tipus no implica «que tots siguem més light o que amaguem les conviccions pròpies». Per Francesc, la sincera i humil adoració a Déu «no porta a la discriminació, a l'odi i la violència, sinó a el respecte de la sacralitat de la vida».

### El bon samarità

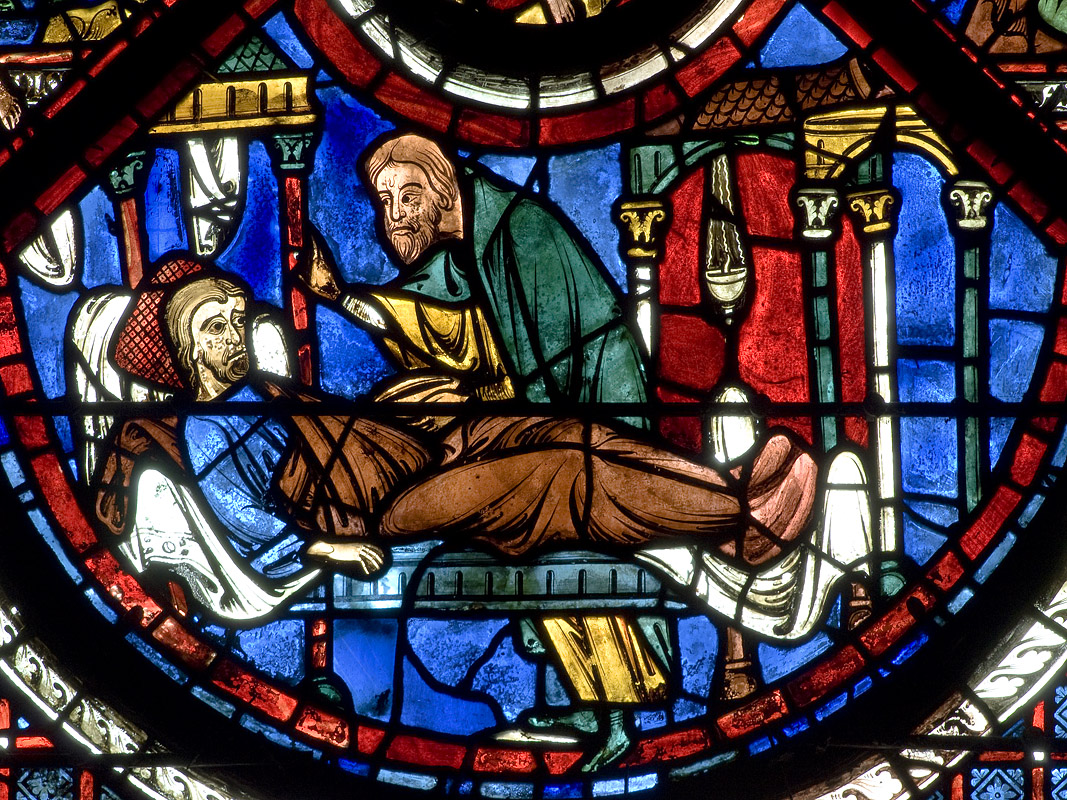
Vitrall del Bon Samarità de la catedral de Chartres. El bon samarità és una font explícita de l'encíclica

El Papa Francesc reflexiona sobre la paràbola de bon samarità; aquesta reflexió és el nucli teològic de l'encíclica. El Papa Francesc diu que aquesta paràbola és una crida «sempre nova» de Jesús que «ens convida que ressorgeixi la nostra vocació de ciutadans del propi país i de tot el món, constructors d'un nou vincle social». Convida al lector a una introspecció de la seva lluita interior entre la pròpia seguretat i els sacrificis personals requerits per la caritat. La paràbola «ens revela una característica essencial de l'ésser humà, tantes vegades oblidada: hem estat fets per a la plenitud que només s'assoleix en l'amor». El Papa Francesc afegeix que «Tots tenim responsabilitat sobre el ferit» i que «No hem d'esperar tot dels que ens governen, seria infantil. Gaudim d'un espai de corresponsabilitat capaç d'iniciar i generar nous processos i transformacions». El Papa també insta les persones a «ser altres bons samaritans que carreguin sobre si el dolor dels fracassos, en comptes d'accentuar odis i ressentiments».
El Papa Francesc també critica aquells que creuen que adorar Déu és suficient i no són fidels al que la seva fe els exigeix. A més, Francesc assenyala a aquells que «fan servir i enganyen a la societat» i als que «viuen d'aquest sistema i dels seus recursos». També emfatitza la importància de reconèixer Jesucrist en els abandonats o exclosos i afegeix: «A vegades em sorprèn que, amb semblants motivacions, a l'Església li hagi portat tant de temps condemnar contundentment l'esclavitud i diverses formes de violència».

### La propietat privada
Fratelli tutti afirma el dret a la propietat, però afirma que aquest dret «només pot ser considerat com un dret natural secundari» a la dignitat humana. Francesc intenta reorientar el dret a la propietat perquè s'exerceixi amb responsabilitat de la cura de la Terra: «Això es fonamenta en el sentit positiu que té el dret de propietat: tinc cura i cultivo allò que posseeixo, de manera que pugui ser una aportació al bé de tots.»
També insta que el «dret a la propietat privada» vagi acompanyat del «principi anterior» de «la subordinació de tota propietat privada a la destinació universal dels béns de la terra i, per tant, el dret de tots al seu ús».

### La fraternitat universal

Percentatge de cristians al món segons un estudi de Pew Research Center del 2011

El Papa assenyala que: «En el món actual, els sentiments de pertinença a una mateixa humanitat es debiliten», i que la recerca de la justícia i la pau «sembla una utopia d'altres èpoques» que està sent reemplaçada per una «indiferència [.. .] globalitzada».
En aquesta encíclica, Francesc afirma que la fraternitat universal és possible, però requereixen «la decisió i la capacitat per trobar els camins eficaços que les facin realment possibles» (§ 180). A més, afirma que l'aïllacionisme, el nacionalisme, una economia global que «promou els interessos individuals», una «pèrdua de sentit de la història», el consum il·limitat, el malbaratament, la cultura del descart i la manca de preocupació pel medi ambient dificulten aquest fi. Entre altres coses, l'avortament, l'eutanàsia, l'abandonament de la gent gran, la discriminació contra la dona i l'esclavitud s'inclouen com a part d'aquesta cultura del descart; la paraula «avortament» no està present en l'encíclica, però s'al·ludeix a la seva condemna. En l'encíclica, el Papa Francesc diu: «Hi ha un reconeixement bàsic, essencial per caminar cap a l'amistat social i la fraternitat universal: percebre quant val un ésser humà, quant val una persona, sempre i en qualsevol circumstància».
Francesc adverteix que si la dignitat humana de les persones discapacitades, dels pobres o dels que no tenen accés a l'educació es veu amenaçada, la fraternitat no serà més que un «una expressió romàntica més». Francesc afirma que l'individualisme «no ens fa més lliures, més iguals, més fraterns», i que el que es necessita és un «amor universal» que promogui la dignitat de tot ésser humà.
També critica el consumisme individualista dient que «el campi qui pugui» es traduirà ràpidament en el «tots contra tots», i això serà pitjor que una pandèmia.

### Llibertat, igualtat i fraternitat
La revista Famille Chrétienne diu que en l'encíclica el Papa fa servir el grup de paraules «llibertat, igualtat i fraternitat» sense fer referència explícita al lema francès. Francesc diu que: «La fraternitat no és només resultat de condicions de respecte a les llibertats individuals, ni tan sols de certa equitat administrada. Si bé són condicions de possibilitat, no n'hi ha prou perquè ella sorgeixi com a resultat necessari. La fraternitat té alguna cosa positiva amb possibilitats a la llibertat i a la igualtat». Francesc afegeix que la llibertat i la igualtat no són res sense la fraternitat.
A més, el Papa critica les declaracions francesa i universal dels drets humans per ser abstractes en essència, afirmant: «la igualtat no s'assoleix definint en abstracte que tots els éssers humans són iguals, sinó que és el resultat del cultiu conscient i pedagògic de la fraternitat».

### La dignitat de les dones
En l'encíclica, el Papa Francesc va fer tot el possible per garantir que la situació de les dones a tot el món es tingui més en compte. L'encíclica diu: «L'organització de les societats a tot el món encara està lluny de reflectir amb claredat que les dones tenen exactament la mateixa dignitat i idèntics drets que els homes».

### La pena capital
El Papa Francesc repeteix que la pena de mort és «inadmissible» i que «no és possible pensar en una marxa enrere respecte a aquesta postura». Afegeix que l'Església Catòlica està compromesa amb l'abolició mundial de la pena de mort; ell va explicar: «El ferm rebuig de la pena de mort mostra fins a quin punt és possible reconèixer la inalienable dignitat de tot ésser humà i acceptar que tingui un lloc en aquest univers».

### La política internacional
En l'encíclica, el Papa afirma que la pandèmia de COVID-19 ha demostrat el fracàs del món en treballar junts durant la crisi. En l'encíclica, el Papa Francesc demana el desenvolupament d'una «forma de governança global» (de mig a llarg termini) que tingui els mitjans «per ajudar realment a la integració dels emigrants als països d'acollida i, al mateix temps, afavorir el desenvolupament dels països d'origen, amb polítiques solidàries, que no sotmetin les ajudes a estratègies i pràctiques ideològiques alienes o contràries a les cultures dels pobles a les que van dirigides».
El Papa Francesc també demana una reforma de les Nacions Unides per evitar que sigui «deslegitimitzada».
En l'encíclica, el Papa critica tant els règims populistes com els liberals: «El menyspreu dels febles pot amagar-se en formes populistes, que els utilitzen demagògicament per als seus fins, o en formes liberals al servei dels interessos econòmics dels poderosos».

### La guerra
Francesc diu que ja el 2020, els riscos de guerra superen seus suposats beneficis. Per tant, considera que «avui és molt difícil sostenir els criteris racionals madurats en altres segles per parlar d'una possible guerra justa», i diu que Sant Agustí d'Hipona, qui va crear el concepte de «guerra justa», també va dir que «donar mort a la guerra amb la paraula, i assolir i aconseguir la pau amb la pau i no amb la guerra, és major glòria que donar-la als homes amb l'espasa». Es denuncia que la guerra, les armes nuclears i el terrorisme són substituts equivocats del diàleg i mitjans per promoure principalment les agendes nacionals.

### Oracions de conclusió
L'encíclica acaba amb dues oracions: una al Creador (dirigida a Déu com a Pare), i una oració cristiana ecumènica (dirigida a Déu com la Santíssima Trinitat).

## Recepció

### Periodistes
Our Sunday Visitor descriu l'encíclica com «una petició papal per tenir cura dels nostres semblants», de la mateixa manera que l'encíclica anterior, Laudato si', és «una petició papal per cuidar la nostra llar comuna».
John L. Allen Jr. de Crux compara Fratelli tutti amb l'encíclica Quadragesimo anno de Pius XI de 1931, a causa de les similituds que veu entre els contextos polítics i econòmics en què es van alliberar ambdues encícliques i les solucions que van proporcionar.
Segons Eduardo Campos Lima de Crux, molts brasilers van quedar sorpresos i encantats amb l'ús del Papa Francesc d'una cita de la cançó Samba da Benção de Vinicius de Moraes a l'encíclica.

### Església catòlica
La cap de l'Escola d'espiritualitat de l'Institut dels Jesuïtes a Sud-àfrica, la catòlica laica Dr Annemarie Paulin-Campbell, critica el contingut de l'encíclica, el títol que, segons ella, fa que sigui difícil per a la dona sentir-se inclosa (tot i que, segons ella, «Fratelli està destinat a comunicar germans i germanes, o germans», i diu que el seu ús freqüent de la paraula «fraternitat» té «connotacions fortament masculines». Va afirmar que l'encíclica tractava molts problemes socials, però no abordava problemes que afecten especialment a les dones, com ara la «violència masclista», i va dir que l'Església catòlica «no concedeix a les dones la mateixa dignitat i els mateixos drets que els homes». Tot i això, va dir que, malgrat la seva «crítica a Fratelli Tutti en relació amb les dones, val la pena llegir-la perquè dona una idea dels molts àmbits en què lluitem a la societat contemporània».
El jesuïta James Martin elogia l'encíclica per «ratificar [un canvi] en l'ensenyament de l'Església. En aquest cas, sobre la pena de mort».
Thomas Petri, degà de la Pontifícia Facultat de la Immaculada Concepció, considera que el canvi del Catecisme del 2018 i Fratelli tutti (que declaren la pena capital «inadmissible»), significa que la pena de mort és, de fet, admissible en si mateixa, ja que el Papa no va qualificar la pena de mort com a «intrínsecament malvada». Petri creu que si un papa negés l'admissibilitat de la pena de mort en si mateixa, això constituiria una «ruptura» amb els ensenyaments anteriors de l'Església catòlica. Considera que el canvi de postura és «una nova comprensió del càstig». Explica que històricament la pena capital, des del punt de vista catòlic, es veu primer com un mitjà de retribució i, en segon lloc, com un mitjà de rehabilitació del criminal i de protecció de la societat, però que Joan Pau II a Evangelium vitae declara que la protecció de la societat és el primer objectiu de la pena de mort.
José Horacio Gómez, president de la Conferència dels Bisbes Catòlics dels Estats Units, diu que l'encíclica proposa el repte de «superar l'individualisme de la nostra cultura i servir als nostres veïns amb amor». Simone Campbell diu que el missatge de l'encíclica és: «Hem d’anar més enllà de les contínues divisions i reunir-nos per construir un món digne de tots els fills de Déu».

### Altres religions
El Gran Iman Ahmad al-Tayyeb, diu que l'encíclica «és una extensió del Document sobre la fraternitat humana i revela una realitat global en què els vulnerables i marginats paguen el preu de les posicions i decisions inestables. És un missatge que és dirigit a persones de bona voluntat, les consciències de les quals són vives i restaura la consciència de la humanitat».

### Francmaçoneria
A través del seu òrgan de comunicació El Oriente, la Gran Lògia d'Espanya elogia l'encíclica, dient que l'encíclica mostra «fins a quin punt es troba l'actual Església Catòlica respecte a la seva posició anterior. A "Fratelli Tutti", el Papa adopta la Fraternitat Universal, el gran principi de la maçoneria moderna». La lògia també elogia el fet que el Papa abordi «el paper desintegrador del món digital, l'operació del qual afavoreix els circuits tancats de persones que pensen de la mateixa manera i faciliten la difusió de notícies falses que fomenten els prejudicis i l'odi».
El Gran Orient d'Itàlia, a través de la seva revista oficial Erasmo, elogia l'encíclica, dient la «idea de la germanor universal com un vincle que uneix tots els éssers humans, independentment de la seva fe, ideologia, color de pell, antecedents socials, llengua, cultura i nació» expressada a l'encíclica «apertis verbis [en paraules explícites] amb un to absolutament nou» és «un pensament proper als ideals que han estat els fonaments de la francmaçoneria des del principi».